# Усть-Карск
Усть-Карск — посёлок городского типа в Сретенском районе Забайкальского края России. Административный центр и единственный населённый пункт городского поселения «Усть-Карское».
Население — 1525 чел. (2021).

## География
Расположен на левом берегу Шилки вблизи устья реки Кара в 90 км к северо-востоку от Сретенска (123 км по автодорогам), в 370 км к востоку от Читы и в 70 км к юго-востоку от Урюма (ж.-д. станция на линии Чита — Сковородино).
От посёлка вверх по Каре отходит автодорога к Урюму (выходит к автотрассе «Амур» вблизи Урюма), вблизи Усть-Карска от неё отходит дорога, проходящая по Шилкинскому хребту к Сретенску. Имеется местная дорога вниз по Шилке к сёлам Верхние- и Нижние Куларки.

## История

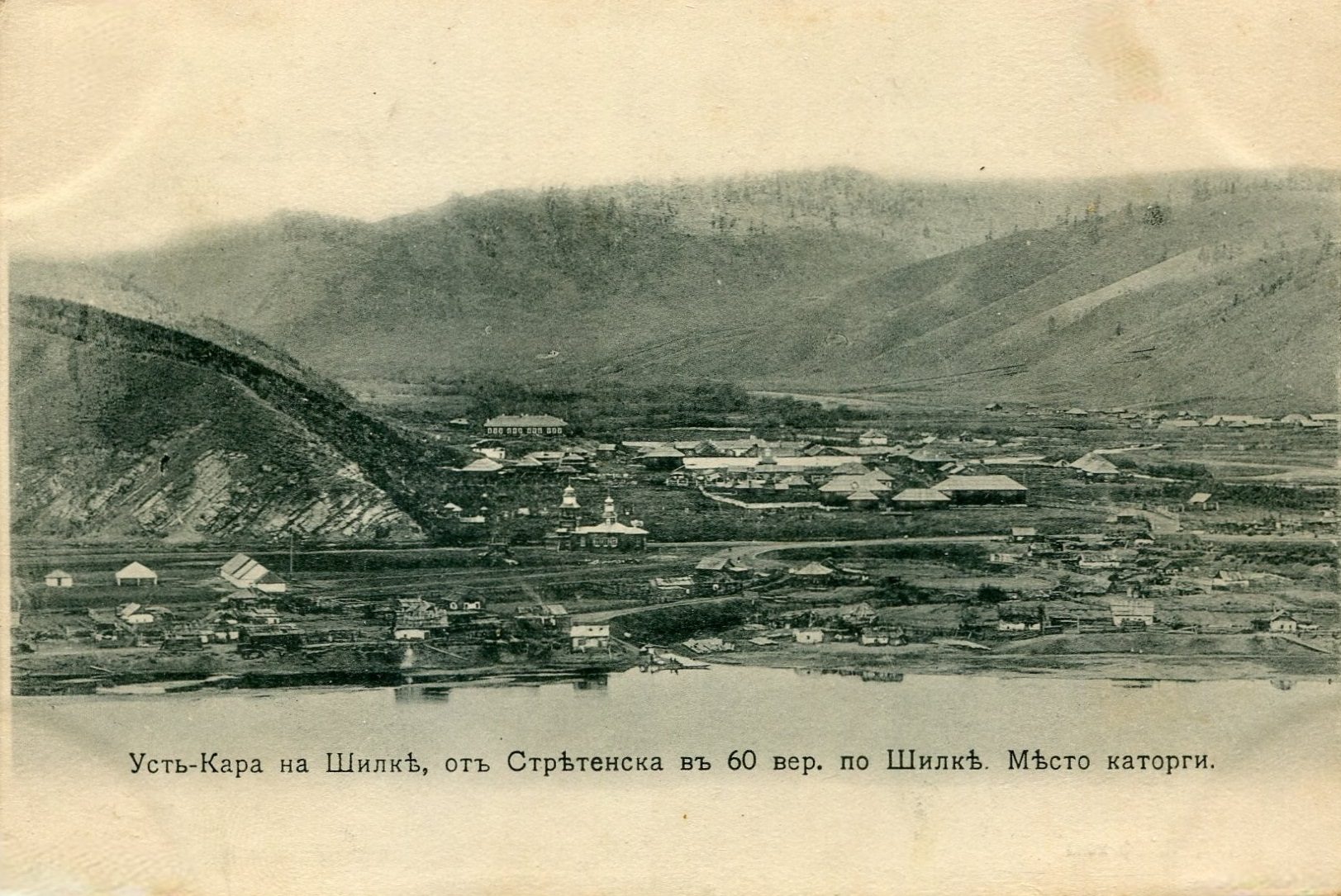
Усть-Кара на Шилке в начале XX века

Основан после открытия в этих местах в 1838 году золотоносных россыпей поисковой партией под руководством горного инженера А. А. Павлуцкого. Первоначально назывался «Солдатка», поскольку его первыми поселенцами были солдаты-каторжане. Современное название отражает географическое положение посёлка в устье реки Кары. Местные жители посёлок также называют Усть-Кара.
1 июля 1934 года Президиум ВЦИК постановил преобразовать селение Усть-Кару (с селением Целик и Экскаватором) в рабочий посёлок «Устькарск». До наводнения 1958 года посёлок являлся центром Усть-Карского района (упразднён).

## Население
| 1959  | 1970  | 1979  | 1989  | 2002  | 2009  |
| ----- | ----- | ----- | ----- | ----- | ----- |
| 3965  | ↘3141 | ↘2654 | ↘2541 | ↘2035 | ↗2040 |
| 2010  | 2012  | 2013  | 2014  | 2015  | 2016  |
| ↘1899 | ↘1876 | ↘1833 | ↘1812 | ↘1787 | ↘1768 |
| 2017  | 2018  | 2019  | 2020  | 2021  |       |
| ↘1724 | ↘1688 | ↘1651 | ↘1617 | ↘1525 |       |

## Разное
Входит в Перечень населённых пунктов Забайкальского края, подверженных угрозе лесных пожаров.

## Известные уроженцы
- Киргизов, Степан Григорьевич (1903—1944) — Герой Советского Союза.
- Михайлов, Иван Адрианович (1891—1946) — политический деятель, министр финансов в правительстве А. В. Колчака.
- Ибрагимов, Али Измаилович (1913—1990) — советский партийный и государственный деятель, Председатель Совета Министров Азербайджанской ССР (1970—1981).

## Топографические карты
- Лист карты N-50-XXIX. Масштаб: 1 : 200 000. Указать дату выпуска/состояния местности.